# 国連フォーラム
国連フォーラム（こくれんフォーラム、英語: United Nations Forum）は、国連の取り組みや活動に関心のある実務者、研究者、学生、メディア関係者など幅広い人々を対象に、日本語で国連についての知識を得、議論に参加し、また活動に参画する場を提供することを目的とした、関心のある個人による任意のネットワークである。
参加者が国連についての情報や知識を得、議論に参加し、さらには具体的な活動に参画するきっかけとなる場を提供することを使命としている。
主な議論の場として、メーリングリストを運営しており、「国連職員NOW!」や「勉強会」、「オフ会」、「国連でインターン」、「フィールド・エッセイ」、「私の提言」、「国際仕事人に聞く」、「スタディ・プログラム」など多くの企画を運営し、その成果をウェブサイト上にて提供することにより、その使命を実現している。
メーリングリストには、2014年10月現在、世界各地から6,000人を超える参加者が登録されており、だれでも無料で参加することができる。

## 設立経緯
- 2004年10月24日、ニューヨークに在住する国連に関心を持つ有志により「ニューヨーク国連フォーラム」として設立。
- 2005年10月24日、活動をニューヨークに限ることなく、世界中にいる人々が自由な立場からより積極的に活動に参加できるように「国連フォーラム」と名称を改め、現在の国連フォーラムへ発展。
- 2014年9月には「国連フォーラム九州支部」を設立。
- 2014年10月24日、設立10周年を迎えた。

## 運営形態
利益の獲得を目的としない個人による非公式なネットワークであり、地球規模の課題や、国連の活動に関心のある有志が参加する幹事会によって運営される。幹事会は約50名の幹事からなり、共同代表2名（久木田純、田瀬和夫）と事務局長1名（亀井温子）、企画ごとのチーム・リーダーの調整によって企画運営されている。
当初ニューヨークを起点に活動を開始した幹事会は、現在世界各地に幹事を有しており、ITを活用したコミュニケーションと情報共有を通じて、グローバルな運営体制を維持している。

## 活動内容
メーリングリストを通じて、国連に関する様々なトピックについての情報交換や議論が行われるほか、各分野で活躍する人々のインタビュー記事をウェブサイト上に掲載した情報発信を行う。

## 企画リスト
メーリングリスト
国連についての知識を得る場、議論に参加する場、具体的な活動に参画する場として、同フォーラム参加者が情報交換や議論を行うメーリングリスト。
国連職員NOW!
国連での仕事への理解、また国連の活動や国際社会の実情に理解を深める機会を提供することを目的に、国連職員の生の姿をインタビュー形式で発信する。
国際仕事人に聞く
国連に限らず、NGOやNPO、学者、メディア関係者など国際関係および開発分野の第一線で活躍をする人々に話を伺い、国連を取り巻く現状を多角的に理解する機会を提供することを目指す。
国連でインターン
国連フォーラム設立一周年の記念事業として、2005年に開始。国連機関でインターンを経験された人達の寄稿を通じて、国連でのインターン制度の紹介や内側から感じた国連の仕事や取り組む課題の共有を行い、国連を身近に感じてもらうことを目指す。
フィールド・エッセイ
国連機関に限らず、さまざまな国際協力のフィールドで実際に活躍をする日本人が直面している支援現場の現実や受益者の声、現場での活動や国連との関わりなどについて寄稿してもらうことで、人道支援や開発の現状理解を深めることを目的とするエッセイ企画。
勉強会
ひとつのテーマに沿ってゲストスピーカーを迎え、参加者とゲストスピーカーが議論を深める企画。現在、東京とニューヨークにて開催をしている。
オフ会
ネットワークの構築や情報交換を目的とする。東京、ニューヨーク、ワシントンDCほかでオフ会を開催しており、特に東京では、姉妹ネットワークであるワシントンDC開発フォーラムとの合同オフ会を年に2回（夏と冬）に行っている。
私の提言
国連や開発、地球規模の課題を取り巻くさまざまなテーマに関して、経験ある実務者からの提言をシリーズとして発信する企画。これまで、平和構築（第1回 - 4回）、国連改革（第5回 - 8回）、気候変動（第9回 - 12回）、コミュニティ開発（第13回 - 19回）、効率の援助化（第20回 - 23回）、イノベーティブな開発支援（第24回 - 30回）、社会的投資（第31回）、ポスト2015開発アジェンダ（第32回 - 38回）、アフリカの今（第39回 - ）のテーマに沿って提言がされている。
スタディ・プログラム
実際に国連の活動現場を訪問する企画。「みんなでつくる」をコンセプトに、訪問プロジェクトとの調整やロジスティックス、訪問テーマに対する知識の獲得などの事前準備から、1週間程度の現地渡航、報告会実施と報告書作成という事後活動まで、参加者全員でプログラムを作り上げる。2010年に第1回目となる東ティモールへのスタディーツアーを実施。以降、タイ（2011年）、カンボジア（2012年）、モンゴル（2013年）、ミャンマー（2014年）を訪問している。
国連とビジネス
「国連とビジネス」のテーマに沿った情報発信および議論の場の提供を行う。

## パートナーシップ
以下の団体と幅広く連携し、それらとの間で相補性と相乗効果を考慮しつつ、独自の付加価値を生む出すことを目指している。
- ワシントンD.C.開発フォーラム
- 国連日本人職員会
- 国際連合日本政府代表部
- 平和構築フォーラム
- 模擬国連委員会
- 国際開発学会 (JASID)

## 代表者
- 久木田純
- 田瀬和夫